# Eraninella
Eraninella is een kevergeslacht uit de familie van de boktorren (Cerambycidae). De wetenschappelijke naam van het geslacht werd voor het eerst geldig gepubliceerd in 2008 door Galileo & Martins.

## Soorten
Eraninella is monotypisch en omvat slechts de volgende soort:
- Eraninella longiscapus (Bates, 1881)